# Francisco Bolognesi Alto
Francisco Bolognesi Alto es un caserío peruano ubicado en el distrito de Las Lomas, perteneciente a la provincia y departamento de Piura, al norte del Perú. 

## Ubicación
Francisco Bolognesi Alto se ubica al norte de la provincia de Piura, en el distrito de Las Lomas, en el departamento de Piura.

## Demografía
En 2017 Francisco Bolognesi Alto tenía una población de 229 habitantes.